# Константопулос, Константинос
Константинос (Константин) Константопулос (1832—1910) — греческий государственный деятель.

## Биография
Был судьёй, в 1862 году примкнул к партии, свергшей короля Оттона. Назначенный префектом Ахеи, Константопулос своей умеренностью способствовал предотвращению столкновения между революционерами и высланными против них королевскими войсками. С 1881 он заседает в палате депутатов, где сначала принадлежал к сторонникам Александроса Кумундуроса, а после его смерти (1883) примкнул к партии Теодора Дилиянниса.
В 1890 году организовал, с немногочисленными единомышленниками, так называемую третью фракцию. Когда король Георг, в феврале 1892, вынудил Делианиса сложить с себя власть, Константопулос, отклонив содействие Трикуписа, встал во главе кабинета. Вслед за тем палата была распущена, но на новых выборах страна с громадным перевесом голосов высказалась за Трикуписа, в результате чего Константопулос уступил место руководителя кабинета министров.